# 鄉歌
鄉歌（：／），又称詞腦歌為朝鲜文学史上使用「乡札标记法」的一种诗歌形式。這些詩歌大多流通於新羅統一時代及早期高麗王朝時期。目前僅存25首，其中14首記載於《三國遺事》之中，另外11首則由僧人均如所記錄。其中“乡歌”之中的“乡”字是本乡本土之意，以别于唐诗、唐乐:71-74
:21-22。

## 鄉歌的形式
目前現存的鄉歌，依格式可分為四句體、八句體和十句體。
四句體的鄉歌僅有「薯童謠」、「風謠」、「獻花歌」和「兜率歌」。
八句體的鄉歌僅有「慕竹旨郎歌」和「處容歌」二首。八句體的鄉歌是否是十句體佚失二句而成，目前尚無法考證。「怨歌」同為八句體，但其後註有「後句亡佚」字樣。
其餘的鄉歌皆為十句體。一般說來，三國時代的鄉歌以四句體為主，南北國時代、統一新羅時代，直到高麗初期的鄉歌則是以八句體和十句體為主。

## 鄉歌的形成
目前現存最古老的鄉歌作品，為新羅真平王 (在位579年-632年) 時期的「薯童謠」。但無法斷定當時的歌謠已使用鄉札式表記，可能為後人加以整理並使用鄉札式漢字表記將之記錄下來。一般認為，鄉歌文學約在新羅統一三國前後形成。
鄉歌的出現，宣告了韓國文學史上韓語記錄文學的開始。在鄉歌之前，韓語文學是以口耳相傳的方式流傳，直到鄉歌出現，才有了以文字記錄下來的韓語文學作品。鄉歌文學的形成，可謂韓國文學史上相當重要的里程碑。

## 鄉歌的文字表記
鄉歌使用一種稱為「鄉札式」的文字，以漢字的音和義，來表記韓語的一種方式。一般而言，名詞或語幹等的實詞部分借用漢字的訓，而助詞或語尾等虛詞部分則借用漢字的音。

## 現存作品
鄉歌流傳至今的作品很少，多以散佚，目前僅存25首。《三國遺事》中收錄14首，高麗初期均如大師《均如傳》中，收錄「普賢十願歌」11首。

### 三國遺事所紀載之鄉歌
| 標題         | 作者     | 著作時間   | 連結         |
| ------------ | -------- | ---------- | ------------ |
| 彗星歌       | 融天師   | 约 594     | 혜성가       |
| 薯童謠       | 百濟武王 | 约 600     | 서동요       |
| 風謠         | 佚名老人 | 约 635     | 풍요         |
| 願往生歌     | 廣德     | 约 661–681 | 원왕생가     |
| 慕竹旨郎歌   | 得烏     | 约 692–702 | 모죽지랑가   |
| 獻花歌       | 佚名老人 | 约 702–737 | 헌화가       |
| 怨歌         | 信忠     | 约 737     | 원가         |
| 讚耆婆郎歌   | 忠談師   | 约 742–765 | 찬기파랑가   |
| 兜率歌       | 月明師   | 约 760     | 도솔가       |
| 祭亡妹歌     | 月明師   | 约 762–765 | 제망매가     |
| 禱千手觀音歌 | 希明     | 约 762–765 | 도천수관음가 |
| 安民歌       | 忠談師   | 约 765     | 안민가       |
| 遇賊歌       | 永才     | 约 785–798 | 우적가       |
| 處容歌       | 處容     | 约 879     | 처용가       |

### 均如所流傳之鄉歌
僧人均如所流傳之11首鄉歌如下：
| 標題       | 連結       |
| ---------- | ---------- |
| 敬禮諸佛歌 | 예경제불가 |
| 稱讚如來歌 | 칭찬여래가 |
| 廣修供養歌 | 광수공양가 |
| 懺悔業障歌 | 참회업장가 |
| 隨喜功德歌 | 수희공덕가 |
| 請轉法輪歌 | 청전법륜가 |
| 請佛住世歌 | 청불왕생가 |
| 常隨佛學歌 | 상수불학가 |
| 恆順眾生歌 | 항순중생가 |
| 普皆迴向歌 | 보현회향가 |
| 總結無盡歌 | 총결무진가 |

### 引用
1. ↑  Lee & Ramsey 2011，第57頁.
2. ↑  李岩; 徐建顺池水涌俞成云. . 北京: 社会科学文献出版社. 2010年9月. ISBN 978-7-5097-1511-6.
3. ↑  韦旭昇著. . 北京: 北京大学出版社. 2008年7月. ISBN 978-7-301-14042-0.
4. ↑  Lee P. 2003，第74頁.
5. ↑  Lee P. 2003，第70–71頁.
6. 1 2  Lee P. 2003，第71頁.
7. ↑  Lee P. 2003，第74–75頁.
8. ↑  Lee P. 2003，第72頁.
9. ↑  Lee P. 2003，第72–73頁.
10. ↑  Lee P. 2003，第77–78頁.
11. ↑  Lee P. 2003，第71–72頁.
12. ↑  Lee P. 2003，第75, 77頁.
13. ↑  Lee P. 2003，第79頁.
14. ↑  . Encyclopedia of Korean Culture.
15. ↑  Lee P. 2003，第78–79頁.
16. ↑  Lee P. 2003，第79–81頁.
17. ↑  Lee P. 2003，第73–74頁.
18. ↑  Koo (1999)，第200頁.

### 書目
- Kim, Seong-kyu. . 국어국문학 (Korean Language and Literature) (국어국문학회 (Society of Korean Language and Literature)). September 2016, 176: 177–208  [September 1, 2019]. （原始内容存档于2024-04-17）.
- Koo, Hung Seo. . The Korean Language in America. 1999, 3: 193–208. JSTOR 42922241.
- Lee, Peter H. . Lee, Peter H.  (编). . Cambridge, United Kingdom: Cambridge University Press. December 18, 2003: 66–87. ISBN 978-1-139-44086-8.
- Lee, Ki-Moon; Ramsey, S. Robert. . Cambridge University Press. 2011. ISBN 978-1-139-49448-9.
- Sung, Ho-kyung. . 국어국문학 (Korean Language and Literature) (국어국문학회 (Society of Korean Language and Literature)). June 1988, 99: 153–163  [August 23, 2019]. （原始内容存档于2024-04-17）.
- Sung, Ho-kyung.  [The Poetic World of Jemangmaega]. 국어국문학 (Korean Language and Literature) (국어국문학회 (Society of Korean Language and Literature)). September 2006, 143: 273–304  [September 1, 2019]. （原始内容存档于2022-01-27）.
- Vovin, Alexander. . BRILL. March 23, 2017. ISBN 978-9-0043-4670-3.

## 外部連結
- Hyangga — World History Encyclopedia （页面存档备份，存于）
-  韓語線上百科全書：
  - Dusan World Encyclopedia (Naver)
  - Korean language Britannica (Empas)  
  - Encyclopedia of Korean National Culture (Empas)